# Пинчер Крик (Алберта)
Пинчер Крик (енгл. Pincher Creek) је варошица на крајњем југозападу канадске провинције Алберта, у оквиру статистичке регије Јужна Алберта. Варошица се налази у сливном подручју реке Олдмен, на источним обронцима Стеновитих планина на надморској висини од 1.030 метара. На 101 км источно је град Летбриџ, док је Калгари смештен 210 км северно. 
Подручје у ком се варошица налази карактеришу изразито јаки удари ветра чинук, чија снага достиже и до 177 км/час. Енергија ветра у овим областима је искориштена за покретање ветроелектрана.
Подручје око варошице су од давнина насељавали припадници локалних првих народа. Занимљив је начин на који је место добило име. Према предању група рудара је током боравка у овом подручју 1868. у једном малом речном кориту (крик) изгубила алатку сличну клештима (енгл. pincer) која су кориштена за поткивање коња. Када су 1874. припадници канадске коњичке полиције боравили у овом подручју, један од полицајаца је пронашао кородирану алатку и по њој прозвао место као Пинчер Крик. 
Године 1876. на месту данашње вароши подигнута је фарма коња из које се доцније развило данашње насеље. Пинчер Крик је 1898. добио статус села, а 1906. и статус вароши.
Према резултатима пописа становништва из 2011. у варошици је живело 3.685 становника у 1.581 домаћинству, што је за 1,7% више у односу на попис из 2006. када је регистровано 3.625 житеља.
На око 57 км јужно од вароши налази се национални парк Вотертон Лејкс, а 49 км југозападно је скијашки центар Касл Маунтин.

## Становништво
| 2006. | 2011. |
| ----- | ----- |
| 3.625 | 3.685 |